# Rudolf Stapenhorst

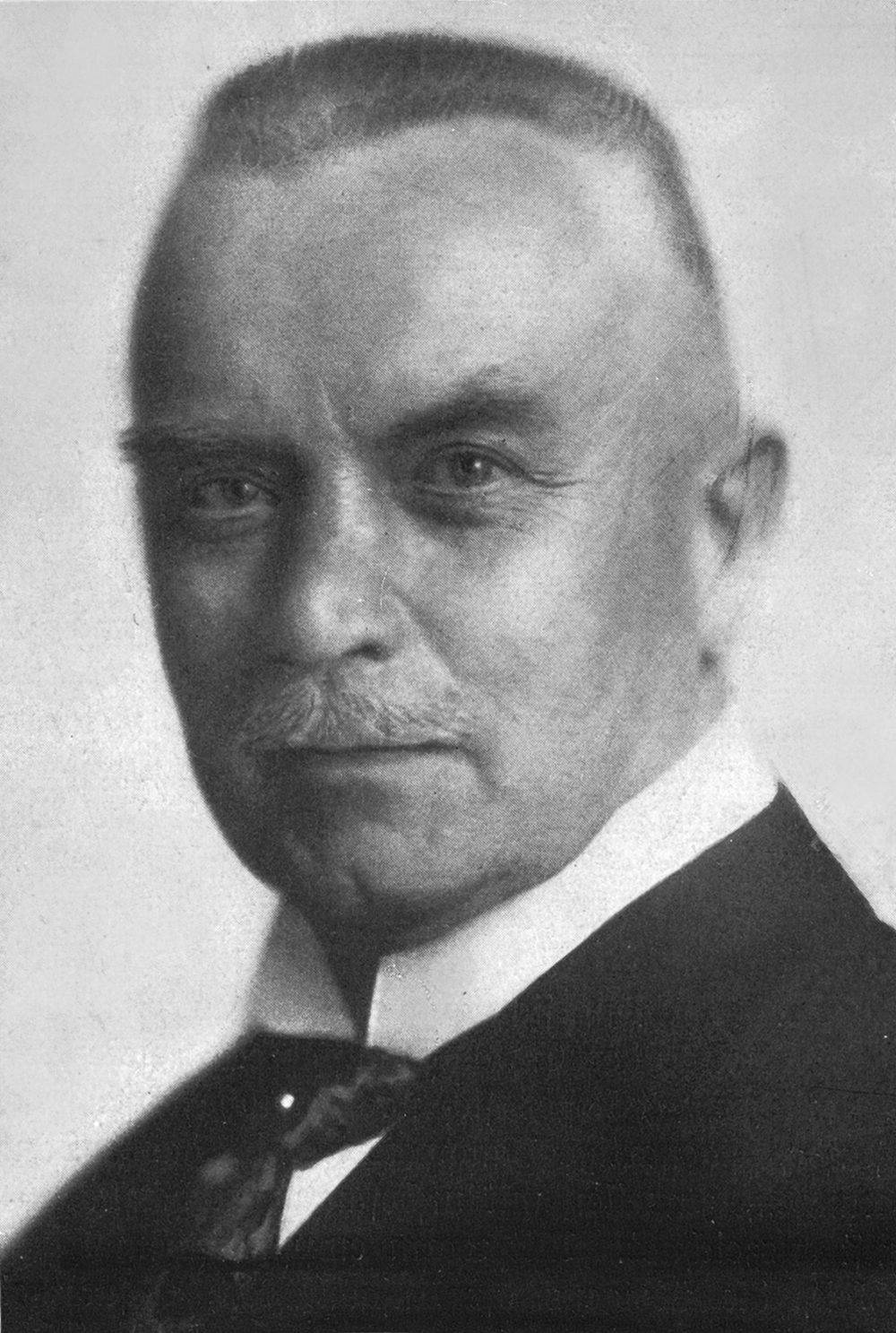
Rudolf Stapenhorst (1864–1944)

Arnold Heinrich Rudolf Stapenhorst (* 15. Mai 1864 in Lienen; † 26. Oktober 1944 in Bielefeld) war langjähriger Bürgermeister beziehungsweise Oberbürgermeister von Bielefeld. In seiner Amtsperiode kam es durch Eingemeindungen zu einem beträchtlichen Wachstum der Stadt. Außerdem kam es zur Anlage von stadtbildprägenden Parks und Gebäuden.

## Anfänge
Stapenhorst studierte Rechtswissenschaften an der Eberhard-Karls-Universität Tübingen und promovierte zum Dr. jur. Während seines Studiums wurde er 1885 Mitglied der schwarzen Verbindung Derendingia (seit 1897 Tübinger Burschenschaft Derendingia). Anschließend arbeitete er bei der Regierung in Minden und als Vertreter des Landrates in Büren. Im Jahr 1895 wurde er zum Zweiten Bürgermeister der Stadt Bielefeld gewählt. Zunächst war er für das Polizei- und Schulwesen der Stadt verantwortlich. In seiner Amtszeit wurde eine kommunale Polizeischule eingerichtet, die wegen der Verstaatlichung der Polizei nach der Novemberrevolution wieder aufgelöst wurde.
Im Bereich des Schulwesens wurden unter seiner Verantwortung vor 1914 mehrere neue Schulgebäude errichtet. Dadurch konnte die durchschnittliche Klassengröße von 74 auf 50 Kinder deutlich gesenkt werden. Durch sein Verhandlungsgeschick kam die bis dahin konfessionelle Cecilienschule 1913 in kommunale Trägerschaft. Er war außerdem stark an der Gründung der Handwerker- und Kunstgewerbeschule Bielefeld sowie der Metallfachschule beteiligt.

## Bautätigkeiten
Nachdem die Amtszeit des Ersten Bürgermeisters Gerhard Bunnemann 1910 geendet hatte, wurde Stapenhorst einstimmig zu dessen Nachfolger gewählt. Als Vertreter seiner Stadt nahm er einen Sitz im preußischen Herrenhaus ein. Später fielen in seine Amtsperiode die Versorgungskrise des Ersten Weltkrieges, die politischen Umwälzungen durch die Novemberrevolution, die Zeit der Inflation und Phasen hoher Arbeitslosigkeit in den 1920er Jahren.
Gegen politischen Widerstand setzte er durch, dass Notstandsarbeiter nicht nur im Bereich des Straßen- und Kanalisationsbaus, sondern auch zur Schaffung von Parks eingesetzt wurden. So entstand 1921 nach Entwürfen des Gartenbaudirektors Paul Meyerkamp auf dem Gelände einer ehemaligen Ziegelei der Bürgerpark und 1926 wurde der Kesselbrink zum Volkspark umgebaut. Im Jahr 1926 hat er maßgeblich dazu beigetragen, dass die Rudolf-Oetker-Halle an der Westseite des Bürgerparks errichtet wurde. Von Beginn seiner Amtszeit hat er darauf gedrängt, zu Gunsten der Stadt Grundstücke zu erwerben. Diese und weitere Ankäufe stießen auf erheblichen Widerstand durch die Stadtverordneten und konnten nur mit knapper Mehrheit durchgesetzt werden.

## Erweiterung des Stadtgebiets
Darüber hinaus war er bestrebt, eine Reihe von bislang selbstständigen Vorortgemeinden in die Stadt Bielefeld einzugemeinden. Mit diesem Ziel stieß er insbesondere bei der DNVP auf Widerstand. Diese befürchteten, dass durch die Einbeziehung dieser vor allem von Arbeitern bevölkerten Orte der Einfluss der SPD und der KPD auch in der Bielefelder Kommunalpolitik zunehmen könnte. Die DVP-Vertreter sahen in den Expansionsplänen wirtschaftliche Vorteile und auch die SPD unterstützte Stapenhorst. Die notwendigen Stellungnahmen und Genehmigungen der übergeordneten Behörden verlängerten den Eingemeindungsprozess zusätzlich. Daraufhin wurde die Amtszeit Stapenhorsts, der eigentlich bereits 1930 pensioniert werden sollte, bis 1933 verlängert. Allerdings behielt er sich das Recht vor, auch vorher aus dem Amt zu scheiden.
Das „Gesetz über die Erweiterung des Stadtkreises Bielefeld“ wurde vom Preußischen Landtag im Juni 1930 beschlossen, es trat im Oktober des Jahres in Kraft. Mehrere Gemeinden und Bauerschaften wie Schildesche, Sieker, Gellershagen oder Stieghorst wurden Teil Bielefelds. Dadurch erhöhte sich die Einwohnerzahl von 90.000 auf 120.000.

## Ende der Amtszeit
Der Zusammenschluss machte Neuwahlen der Kommunalvertretungen nötig. Diese fanden am 30. November 1930 statt. Daraus ging die NSDAP als eindeutige Gewinnerin hervor. Sie steigerte die Zahl ihrer Mandate von zwei auf zwölf. Besonders stark verlor die DVP. Die Zahl ihrer Mandate fiel von neun auf drei. Die DDP war gar nicht mehr im Stadtparlament vertreten. Die SPD konnte drei Mandate hinzu gewinnen und bildete mit 22 Stadtverordneten die stärkste Fraktion. Auch die KPD konnte ein Mandat hinzu gewinnen.
Gegen einen Sozialdemokraten wurde ein Nationalsozialist zum Stadtverordnetenvorsteher gewählt. Die Stärkung der NSDAP verstärkte die Zahl der Kritiker von Stapenhorst im Stadtparlament. Verschärft wurde die Lage noch durch Auswirkung der Weltwirtschaftskrise. Dadurch stieg die Zahl der Arbeitslosen drastisch an und die kommunale Finanzlage verschlechterte sich stark. Aus diesem Grund setzte die Regierung in Minden Staatskommissare in Bielefeld ein. Daraufhin versuchte die NSDAP, Stapenhorst persönlich für die Lage verantwortlich zu machen. Für einen entsprechenden Missbilligungsantrag stimmten KPD und NSDAP gemeinsam. Nicht zuletzt diese Geschehnisse führten dazu, dass er 1932 vorzeitig aus dem Amt schied. Die Wahl seines Nachfolgers Paul Prieß erwies sich als schwierig.
Während der letzten Sitzung des Stadtparlaments im Jahr 1931 wurde darüber debattiert, Stapenhorst anlässlich seines 65. Geburtstags die Ehrenbürgerwürde zu verleihen. Stapenhorst machte die Annahme von der Bedingung abhängig, dass der Beschluss einstimmig fiel. Daraufhin wurde das Thema fallen gelassen. An der Amtseinführung seines Nachfolgers Paul Prieß am 1. April 1932 nahm er nicht teil.

## Letzte Jahre
Im Ruhestand lebte er als geachteter Bürger in Bielefeld. Er war in dieser Zeit auch Vorsitzender des Teutoburger-Wald-Vereins.
Am 26. Oktober 1944 kam er bei einem Luftangriff ums Leben.

## Ehrungen
Eine im Jahr 1951 gegründete städtische Grundschule in Bielefeld, die Stapenhorstschule, wurde nach ihm benannt. Bereits 1930 wurde der ehemalige Bürgerweg in Stapenhorststraße umbenannt.

## Schriften
- Die städtische Boden- und Siedlungspolitik. In: Bielefeld. Das Buch der Stadt. Hrsg.: Magistrat der Stadt Bielefeld. Fischer & Koch, Bielefeld 1926, S. 76 ff.
- Ein Landpachtgesetz als wirksame Hilfe gegen die Arbeitslosigkeit. Gundlach, Bielefeld 1933.